# Wahlkreis Linlithgow and East Falkirk
| Linlithgow and East Falkirk |
| --------------------------- |
| Linlithgow and East Falkirk |
| Gebildet                    |
| 2005                        |
| Abgeordneter                |
| Martyn Day (SNP)            |
| Regionen                    |
| West Lothian Falkirk        |

Linlithgow and East Falkirk ist ein Wahlkreis für das Britische Unterhaus. Er wurde im Zuge der Wahlkreisreform 2005 aus den aufgelösten Wahlkreisen Falkirk East und Linlithgow neu gebildet. Linlithgow and East Falkirk umfasst die östlichen Gebiete der Council Area Falkirk mit den Städten Grangemouth, Bo’ness sowie den nordwestlichen Teil von West Lothian um Linlithgow und Bathgate. Der Wahlkreis entsendet einen Abgeordneten.

## Wahlergebnisse

### Unterhauswahlen 2005
| Ergebnisse der Unterhauswahlen 2005 | Ergebnisse der Unterhauswahlen 2005 | Ergebnisse der Unterhauswahlen 2005 | Ergebnisse der Unterhauswahlen 2005 |
| Partei                              | Kandidat                            | Stimmen                             | %                                   |
| ----------------------------------- | ----------------------------------- | ----------------------------------- | ----------------------------------- |
| Labour                              | Michael Connarty                    | 22.121                              | 47,7                                |
| SNP                                 | Gordon Guthrie                      | 10.919                              | 23,5                                |
| Liberal Democrats                   | Stephen Glenn                       | 7100                                | 15,3                                |
| Conservative                        | Michael Veitch                      | 5486                                | 11,8                                |
| Socialist                           | Ally Hendry                         | 763                                 | 1,6                                 |

### Unterhauswahlen 2010
| Ergebnisse der Unterhauswahlen 2010 | Ergebnisse der Unterhauswahlen 2010 | Ergebnisse der Unterhauswahlen 2010 | Ergebnisse der Unterhauswahlen 2010 | Ergebnisse der Unterhauswahlen 2010 |
| Partei                              | Kandidat                            | Stimmen                             | %                                   | ±                                   |
| ----------------------------------- | ----------------------------------- | ----------------------------------- | ----------------------------------- | ----------------------------------- |
| Labour                              | Michael Connarty                    | 25.634                              | 49,8                                | +2,1                                |
| SNP                                 | Tam Smith                           | 13.081                              | 25,4                                | +1,9                                |
| Liberal Democrats                   | Stephen Glenn                       | 6589                                | 12,8                                | −2,5                                |
| Conservative                        | Andrea Stephenson                   | 6146                                | 12,0                                | +0,2                                |

### Unterhauswahlen 2015
| Ergebnisse der Unterhauswahlen 2015 | Ergebnisse der Unterhauswahlen 2015 | Ergebnisse der Unterhauswahlen 2015 | Ergebnisse der Unterhauswahlen 2015 | Ergebnisse der Unterhauswahlen 2015 |
| Partei                              | Kandidat                            | Stimmen                             | %                                   | ±                                   |
| ----------------------------------- | ----------------------------------- | ----------------------------------- | ----------------------------------- | ----------------------------------- |
| SNP                                 | Martyn Day                          | 32.055                              | 52,0                                | +26,6                               |
| Labour                              | Michael Connarty                    | 19.121                              | 31,0                                | −18,8                               |
| Conservative                        | Sandy Batho                         | 7380                                | 12,0                                | ±0,0                                |
| UKIP                                | Alistair Forrest                    | 1682                                | 2,7                                 | +2,7                                |
| Liberal Democrats                   | Emma Farthing-Sykes                 | 1252                                | 2,0                                 | −10,8                               |
| BNF                                 | Neil McIvor                         | 103                                 | 0,2                                 | +0,2                                |

### Unterhauswahlen 2017
| Ergebnisse der Unterhauswahlen 2017 | Ergebnisse der Unterhauswahlen 2017 | Ergebnisse der Unterhauswahlen 2017 | Ergebnisse der Unterhauswahlen 2017 | Ergebnisse der Unterhauswahlen 2017 |
| Partei                              | Kandidat                            | Stimmen                             | %                                   | ±                                   |
| ----------------------------------- | ----------------------------------- | ----------------------------------- | ----------------------------------- | ----------------------------------- |
| SNP                                 | Martyn Day                          | 20.388                              | 36,3                                | −15,7                               |
| Labour                              | Joan Coombes                        | 17.469                              | 31,1                                | +0,1                                |
| Conservative                        | Charles Kennedy                     | 16.311                              | 29,1                                | +17,1                               |
| Liberal Democrats                   | Sally Pattle                        | 1926                                | 3,4                                 | +1,4                                |

### Unterhauswahlen 2019
| Ergebnisse der Unterhauswahlen 2019 | Ergebnisse der Unterhauswahlen 2019 | Ergebnisse der Unterhauswahlen 2019 | Ergebnisse der Unterhauswahlen 2019 | Ergebnisse der Unterhauswahlen 2019 |
| Partei                              | Kandidat                            | Stimmen                             | %                                   | ±                                   |
| ----------------------------------- | ----------------------------------- | ----------------------------------- | ----------------------------------- | ----------------------------------- |
| SNP                                 | Martyn Day                          | 25.551                              | 44,2                                | +7,9                                |
| Conservative                        | Charles Kennedy                     | 14.285                              | 24,7                                | −4,4                                |
| Labour                              | Wendy Milne                         | 10.517                              | 18,2                                | −12,9                               |
| Liberal Democrats                   | Sally Pattle                        | 4393                                | 7,6                                 | +4,2                                |
| Brexit Party                        | Marc Bozza                          | 1257                                | 2,2                                 | +2,2                                |
| Green                               | Gillian Mackay                      | 1184                                | 2,0                                 | +2,0                                |
| Veterans and People’s Party         | Mark Tunnicliff                     | 588                                 | 1,0                                 | +1,0                                |